# Kościół Matki Boskiej Różańcowej w Sochaczewie
Kościół Matki Boskiej Różańcowej w Sochaczewie – rzymskokatolicki kościół parafialny należący do parafii św. Wawrzyńca w Sochaczewie (dekanat Sochaczew – św. Wawrzyńca diecezji łowickiej). Znajduje się w centrum Sochaczewa, przy ulicy Stefana Wyszyńskiego.
Starania o budowę nowej świątyni rozpoczął razem z parafianami ksiądz Stanisław Wierzejski. Prace budowlane zostały rozpoczęte jesienią 1959. W dniu 21 czerwca 1964 gotowy już kościół został poświęcony przez prymasa Stefana Wyszyńskiego, natomiast sześć lat później, w dniu 4 czerwca 1970, budowla została przez niego konsekrowana. Kościół został zaprojektowany przez architekta Mieczysława Gliszczyńskiego. Świątynia została przebudowana w latach 2005-2006. Został założony spadzisty dach, kopuły na dzwonnicy i kaplicach bocznych a także została wzbogacona elewacja. Budowla ma dwie nawy. W głównej, zakończonej prezbiterium z absydą w formie kielicha jest umieszczony marmurowy ołtarz z krucyfiksem i obrazem Matki Bożej Częstochowskiej. Kaplica w nawie bocznej dedykowana jest Matce Bożej Różańcowej, zwanej Sochaczewską. Od września 2010 jest w niej umieszczona wierna kopia obrazu z 1435, który znajdował się w parafii przez kilka wieków i otoczony był kultem jako słynący łaskami. Obraz ten zaginął w 1945 podczas wyzwolenia Sochaczewa przez wojska sowieckie. W ołtarzu bocznym jest powieszony obraz Matki Bożej Nieustającej Pomocy oraz wizerunki św. Wawrzyńca i św. Franciszka z Asyżu. Po lewej stronie nawy głównej znajduje się kaplica Miłosierdzia Bożego. Do wyposażenia świątyni należą: średniowieczne kropielnice umieszczone w kruchcie, chrzcielnica z XVIII oraz witraże z XX.